# Pleasant Hill (Kalifornija)
Pleasant Hill je grad u američkoj saveznoj državi Kalifornija. Prema popisu stanovništva iz 2010. u njemu je živjelo 33.152 stanovnika.